# Championnat d'Amérique du Nord féminin de volley-ball des moins de 18 ans
Le championnat d'Amérique du Nord de volley-ball féminin des moins de 18 ans est une compétition sportive internationale de volley-ball. Il est organisé par la North, Central America and Caribbean Volleyball Confederation (NORCECA). Il se déroule tous les deux ans depuis 1998. Les équipes sont composées de femmes âgées de dix-huit ans ou moins.

## Palmarès
| Année | Lieu                    | Champion         | Finaliste        | Troisième        | Quatrième        |
| ----- | ----------------------- | ---------------- | ---------------- | ---------------- | ---------------- |
| 1998  | Mayagüez                | États-Unis       | Porto Rico       | Canada           |                  |
| 2000  | Saint-Domingue          | Porto Rico       | États-Unis       | Rép. dominicaine |                  |
| 2002  | Salt Lake City          | États-Unis       | Rép. dominicaine | Porto Rico       | Canada           |
| 2004  | Cataño                  | États-Unis       | Porto Rico       | Mexique          | Guatemala        |
| 2006  | Gainesville             | États-Unis       | Rép. dominicaine | Porto Rico       | Canada           |
| 2008  | Guaynabo                | États-Unis       | Mexique          | Rép. dominicaine | Porto Rico       |
| 2010  | Guatemala               | États-Unis       | Mexique          | Porto Rico       | Rép. dominicaine |
| 2012  | Tijuana/Baja California | États-Unis       | Rép. dominicaine | Mexique          | Porto Rico       |
| 2014  | San José                | Rép. dominicaine | États-Unis       | Mexique          | Porto Rico       |
| 2016  | San Juan                | Rép. dominicaine | États-Unis       | Mexique          | Porto Rico       |
| 2018  | Tegucigalpa             | États-Unis       | Canada           | Cuba             | Rép. dominicaine |

## Tableau des médailles
| Rang | Pays                   | Médaille d'or | Médaille d'argent | Médaille de bronze | Total |
| 1    | États-Unis             | 8             | 3                 | 0                  | 11    |
| 2    | République dominicaine | 2             | 3                 | 2                  | 7     |
| 3    | Porto Rico             | 1             | 2                 | 3                  | 6     |
| 4    | Mexique                | 0             | 2                 | 4                  | 6     |
| 5    | Canada                 | 0             | 1                 | 1                  | 2     |
| 6    | Cuba                   | 0             | 0                 | 1                  | 1     |

## Meilleures joueuses par tournoi
- 2002 –  Sarah Pavan
- 2004 –  Megan Hodge
- 2006 –  Tarah Murrey
- 2008 –  Brenda Castillo
- 2010 –  Samantha Bricio
- 2012 –  Carli Snyder
- 2014 –  Natalia Martinez
- 2016 –  Natalia Martinez
- 2018 –  Jessica Mruzik